# Schwarzkinn-Ruderente

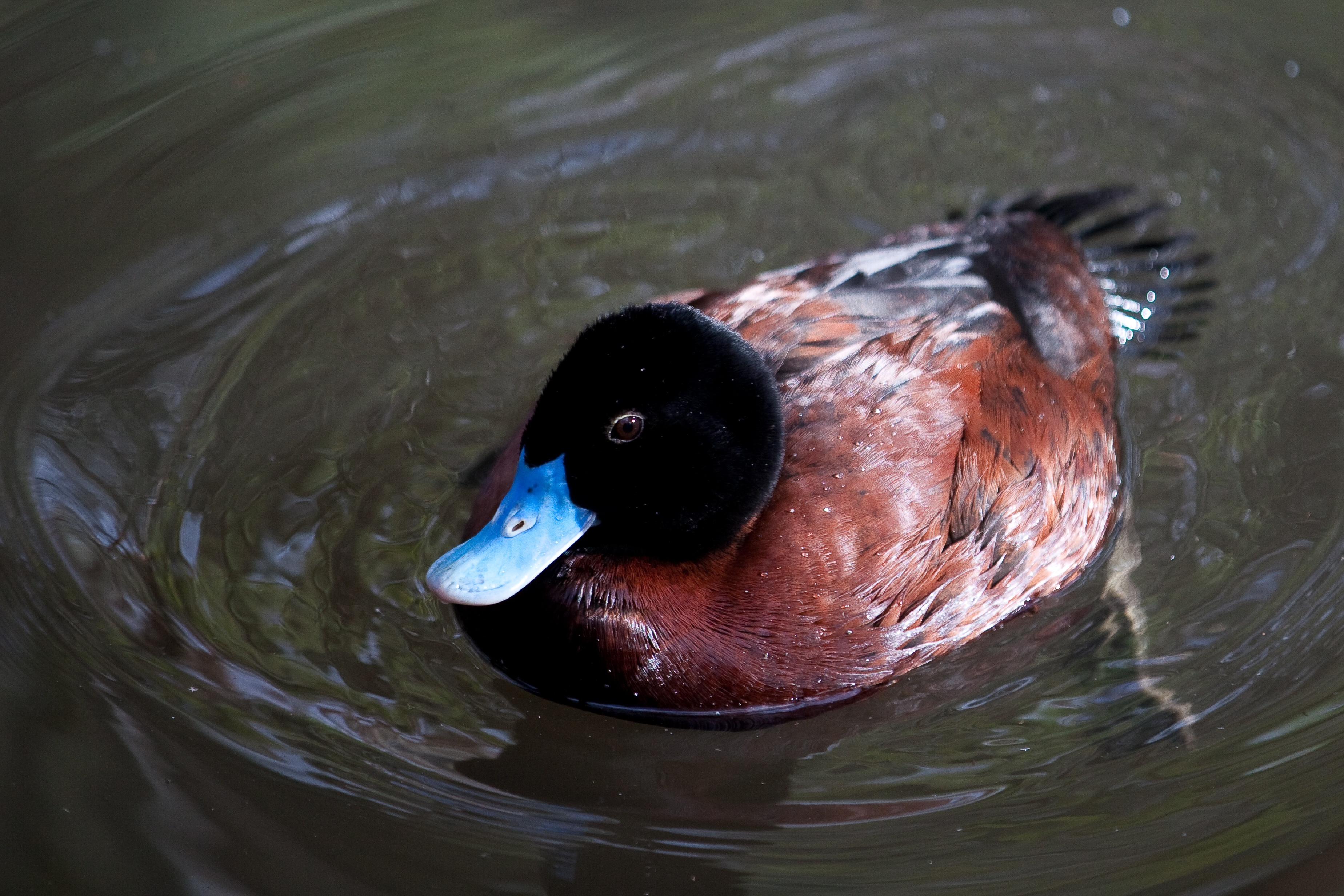
Schwarzkinn-Ruderente

Die Schwarzkinn-Ruderente (Oxyura australis) auch Australische Ruderente ist eine kleine Art aus der Unterfamilie der Ruderenten. BirdLife International führt diese Art in der Vorwarnstufe „potenziell gefährdet“ (Near Threatened). Das bedeutet, dass bei anhaltendem Populationsrückgang diese Art als bedroht eingeordnet werden muss. Die größte Gefährdung für diese Art geht von der Trockenlegung von Sumpfgebieten aus. Weitere nachteilige Entwicklungen sind die Veränderung der Biodiversität dieser Habitate durch eingeführte Fischarten, das Grasen von Rindern an der Peripherie der Sumpfgebiete, ihre Versalzung und die Absenkung des Grundwasserspiegels. Der Bestand wird aktuell auf 12.000 geschlechtsreife Individuen geschätzt.

## Beschreibung
Die Schwarzkinn-Ruderente ist eine kleine Ruderente mit einer Körperlänge von durchschnittlich 40 Zentimetern. Beim Männchen sind Kopf und Hals schwarz und etwas rußbraun übertönt. Das Körpergefieder ist sehr dunkel rotbraun. Wie einige andere Arten der Ruderenten hat auch das Männchen der Schwarzkinn-Ruderente im Prachtkleid einen auffallend blauen Schnabel. Im englischen Sprachgebrauch wird die Ente deshalb auch Blue-bill duck genannt, zu deutsch Blauschnabelente. Einige wenige Männchen zeigen ihr Prachtkleid das ganze Jahr über.
Im Ruhekleid weisen Männchen und Weibchen einen schiefergrauen Schnabel auf. Das Gefieder ist dann unauffällig graubraun. Beim Männchen ist der Kopf lediglich etwas dunkler und die Flanken sind etwas stärker braun durchsetzt.
Beim Schwimmen liegt die Schwarzkinn-Ruderente sehr tief im Wasser. Der Schwanz liegt gewöhnlich flach auf der Wasseroberfläche auf. Sind die Vögel erregt, wird er steif nach oben gespreizt. Diese Merkmale finden sich auch bei anderen Ruderenten.
Noch nicht geschlechtsreife Jungvögel ähneln dem Weibchen, sind aber insgesamt etwas heller gefärbt.

## Typische Verhaltensweisen
Außerhalb der Fortpflanzungszeit halten Schwarzkinn-Ruderenten sich typischerweise in großen Trupps auf großen, klaren Seen auf. Während der Fortpflanzungszeit leben sie dagegen in dicht bewachsenen Sümpfen, die einen hohen Wasserstand aufweisen. In den Küstenregionen sind dies überwiegend Sümpfe, die dicht mit Myrtenheiden bewachsen sind. Der Flug der Schwarzkinn-Ruderente ist sehr schnell, dabei sind als Instrumentallaut deutlich Flügelschlaggeräusche zu vernehmen. Dagegen rufen Schwarzkinn-Ruderenten im Flug nicht. An Land halten sie sich nur sehr selten auf. Sie klettern jedoch gelegentlich auf Baumstämme, die im Wasser schwimmen, um sich dort zu putzen. Ihre Ruhephasen verbringen sie jedoch auf dem Wasser schwimmend. Die einzelnen Tauchgänge dauern 10 bis 30 Sekunden. Ein großer Teil der Nahrungsaufnahme findet am Tag statt.

## Verwechslungsmöglichkeiten

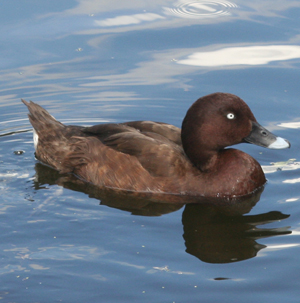
Männchen der Tasmanmoorente mit deutlich erkennbaren hellen Augen und auffälliger Schnabelbinde

In den von der Schwarzkinn-Ruderente genutzten Lebensräumen kommen auch Tasmanmoorente, Lappenente und Blässhuhn vor. Vor allem außerhalb der Fortpflanzungszeit sind diese Arten häufig miteinander vergesellschaftet.
Das Blässhuhn hat eine ähnliche Körpergröße, wirkt aber schwimmend größer als die Schwarzkinn-Ruderente, da es im Wasser höher aufschwimmt. Der Kopf ist verglichen zur Schwarzkinn-Ruderente deutlich kleiner. Auf Grund des hellen und anders geformten Schnabels und des weißen Stirnschildes des Blässhuhns sind die beiden Arten bei guten Sichtverhältnissen nicht miteinander zu verwechseln. Die Bewegungsabläufe unterscheiden sich deutlich, so dass die beiden Arten auch aus größerer Entfernung gut auseinanderzuhalten sind. Das Blässhuhn leitet Tauchvorgänge mit einem Kopfsprung ein, die Schwarzkinn-Ruderente taucht dagegen mit einer fließenden Bewegung aus der Schwimmposition unter. Auf dem Wasser auffliegende Blässhühner und Schwarzkinn-Ruderenten benötigen lange Anläufe, der Anlauf des Blässhuhns ist jedoch länger, die einzelnen Schrittbewegungen sind auffälliger. Beide Arten gleichen sich in ihrem Flugbild, fliegen häufig in kleinen Trupps und niedrig über dem Wasser, so dass die beiden Arten im Flug nur schwer auseinanderzuhalten sind.
Die Tasmanmoorente hat eine ähnliche Gefiederfärbung. Die Männchen haben auffällige weiße Augen und einen blassen Schnabelstreifen. Sie sind grundsätzlich größer als die Schwarzkinn-Ruderente, haben einen längeren und schlankeren Hals. Schwimmend liegen Tasmanmoorenten relativ hoch im Wasser. Auch Tasmanmoorenten leiten ihre Tauchgänge durch einen charakteristischen Kopfsprung ein, der so bei der Schwarzkinn-Ruderente nicht vorkommt.
Die Lappenente ist mit einer Körperlänge von bis zu 66 Zentimetern bei den Männchen und 55 Zentimetern bei den Weibchen deutlich größer als die Schwarzkinn-Ruderente. Die Gefiederfärbung ist jedoch ähnlich wie bei der Tasmanmoorente, und vor allem Jungvögel der Lappenente können mit der Schwarzkinn-Ruderente verwechselt werden. Der Schnabel der Lappenente ist jedoch deutlich kräftiger, und Schwarzkinn-Ruderenten haben ein konkaves Kopfprofil, das den Lappenenten fehlt.

## Verbreitung, Lebensraum und Lebensweise

Verbreitungskarte der Schwarzkinn-Ruderente

Die Schwarzkinn-Ruderente ist eine endemische Tierart der gemäßigten Klimazonen Australiens. Sie findet sich im Süden von Queensland über New South Wales und Victoria bis nach Tasmanien. Weitverbreitet ist die Art im Südwesten von Westaustralien. Sehr zahlreich ist sie entlang des Flusssystems von Murray und Darling. Inwieweit die Schwarzkinn-Ruderente ein Zugvogel ist, ist umstritten. Während einige Autoren eine jahreszeitliche Wanderbewegung sehen, vertreten andere Ornithologen die Ansicht, dass es sich hierbei um Jungvögel handelt, die im Randbereich des Verbreitungsgebietes ihr Brutrevier begründen. Altvögel mit etabliertem Brutrevier halten sich dagegen das ganze Jahr über in ihrem Brutrevier auf.
Die Schwarzkinn-Ruderente ist in ihrer Lebensweise sehr stark ans Wasser gebunden. Sie ist gelegentlich an Land zu beobachten. Auf Grund der sehr weit hinten am Körper angesetzten Beine wirkt ihr Gang jedoch unbeholfen.
Außerhalb der Brutzeit versammeln sich die Schwarzkinn-Ruderenten in Trupps. Winterschwärme von über 1000 Individuen sind aus New South Wales bekannt. Während der Brutzeit führen sie jedoch ein sehr verstecktes Dasein und sind nur sehr schwer zu beobachten. Bei Gefahr fliegen sie in der Regel nicht auf, sondern tauchen weg.

## Fortpflanzung
Das Balzritual der Männchen ist lang und kompliziert mit sehr spezifischen Bewegungsabläufen. Dazu gehört das Reiben der Backen am Rückengefieder oder das Eintauchen des Kopfes ins Wasser, während mit den Füßen Wasser hochgespritzt wird. Nach der Balz und einer entschiedenen Verfolgung erfolgt die Kopulation im Wasser. Das Weibchen ist dabei vollständig untergetaucht. Schwarzkinn-Ruderenten sind polygam. Bei in Gefangenschaft gehaltenen Schwarzkinn-Ruderenten war in der Regel ein dominantes Männchen mit drei Weibchen verpaart. Das dominante Männchen verteidigte diese Weibchen gegenüber anderen Männchen und verhinderte ein Balzritual der anderen ebenfalls auf dem Gewässer befindlichen Männchen.

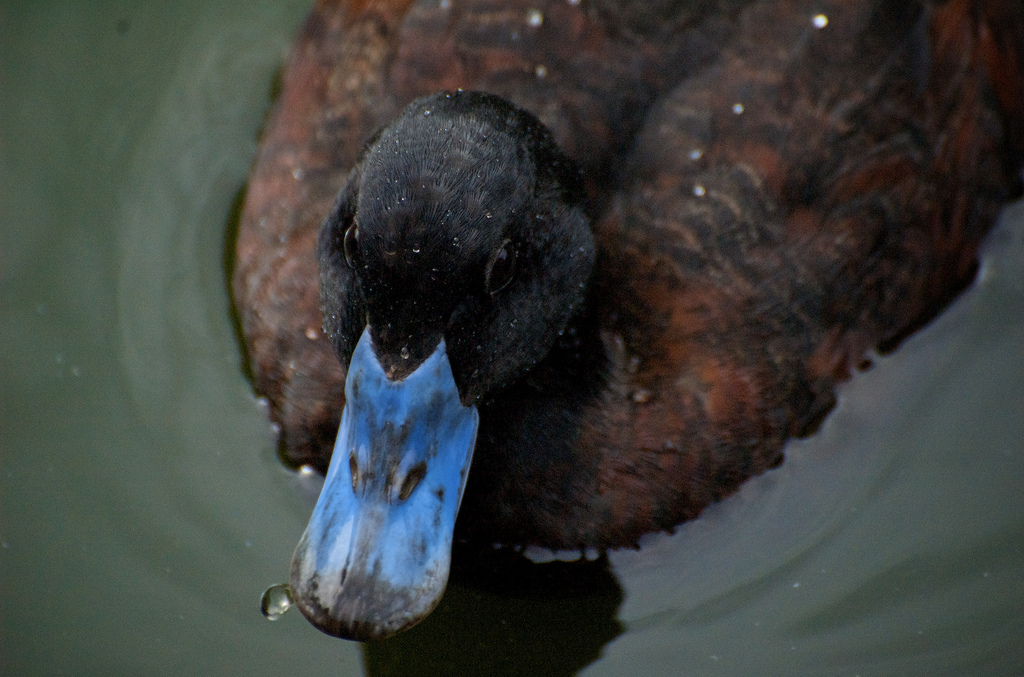
Schwarzkinn-Ruderente, Schnabel

Das Bruthabitat findet sich in Regionen mit permanent wasserführenden und mit üppiger Vegetation durchsetzten Sumpfniederungen. Das Weibchen wählt den Nistplatz und baut das Nest. Das Männchen verlässt in der Regel das Weibchen zum Zeitpunkt der Eiablage. Ein durchschnittliches Gelege umfasst etwa fünf bis sechs Eier. Die Eier haben eine grünlich-weiße Farbe. Die Brut, die gewöhnlich mit der Ablage des letzten Eis beginnt, beträgt 24 bis 26 Tage. Die Jungvögel sind spätestens mit vier bis fünf Wochen vom weiblichen Elternvogel unabhängig. Es kommt danach häufig sehr schnell zu einem Zweitgelege.
Die Geschlechtsreife erreichen Schwarzkinn-Ruderenten etwa mit einem Jahr.

## Nahrung
Die Schwarzkinn-Ruderente frisst sowohl Samen, Knospen und Früchte von Wasser- und Sumpfpflanzen als auch Kleinlebewesen. Ein Großteil der Pflanzennahrung stammt dabei von Algenfarn und Tausendblatt. Der tierische Anteil in der Nahrung macht etwa 43 Prozent aus. Die Nahrung wird tauchend am Wassergrund aufgenommen. Die Schwarzkinn-Ruderente kann bis zu zehn Sekunden unter Wasser bleiben.

## Schutzmaßnahmen
Als wesentliche Ursache für den Bestandsrückgang bei der Schwarzkinn-Ruderente werden Maßnahmen zur Trockenlegung und zur Regulation von Niederungsgewässern gesehen. Die australische Umweltbehörde hat deshalb mehrere Maßnahmen ergriffen, den Lebensraum dieser Ruderentenart zu schützen. Dazu zählen der Erhalt eines nachhaltigen Wasserzuflusses in solchen Regionen, Maßnahmen gegen eine fortschreitende Versalzung und Regelungen für die Beweidung solcher Gelände.